# Heltah Skeltah
Heltah Skeltah was een Amerikaans hiphop-duo, bestaande uit de rappers Rock (Jamal Bush) en Ruck (Sean Price). Beiden waren leden van de uit Brooklyn afkomstige groep Boot Camp Clik.

## Biografie
Bush en Price waren beiden lid van de groep Boot Camp Clik, samen met Buckshot, O.G.C. en Smif-N-Wessun. In 1996 besloten het duo samen hun eerste album, Nocturnal, uit te brengen. Het album werd een succes binnen de underground hiphop en de twee besloten samen nog een album op te nemen. Hoewel de eerste single van het album I Aint Havin' That een hit werd, kreeg het album de nodige negatieve kritieken te verwerken, omdat het te commercieel zou zijn. Naar aanleiding van de tegenvallende verkopen, besloten de twee tijdelijk geen albums meer uit te brengen. In 2005 kwamen ze weer samen en in 2008 brachten ze het album D.I.R.T. uit, hierna bleef het een poosje stil rondom het duo en in 2015 kwam er definitief een eind aan de groep, toen Sean Price stierf in zijn slaap.

## Discografie

### Albums
| Jaar | Album        | Billboard hitlijstnotering | Billboard hitlijstnotering | Billboard hitlijstnotering |
| Jaar | Album        | US                         | R&B/Hip-Hop                |                            |
| ---- | ------------ | -------------------------- | -------------------------- | -------------------------- |
| 1996 | Nocturnal    | 35                         | 5                          |                            |
| 1998 | Magnum Force | 34                         | 8                          |                            |
| 2008 | D.I.R.T.     | 122                        | 35                         |                            |

### Singles
- 1995: Leflaur Leflah Eshkoshka (met O.G.C.) / Letha Brainz Blo
- 1996: Operation Lock Down / Da Wiggy
- 1996: Therapy (met Vinia Mojica) / Place to Be
- 1998: I Ain't Havin That (featuring Starang Wondah) / Worldwide (Rock the World)
- 1998: Brownsville II Long Beach (met Tha Dogg Pound) / Gunz 'N Onez (Iz U Wit Me) (met Method Man)
- 2008: Everything Is Helthah Skeltah (met The Loudmouf Choir)
- 2008: Ruck n Roll